# 陳鴻壽

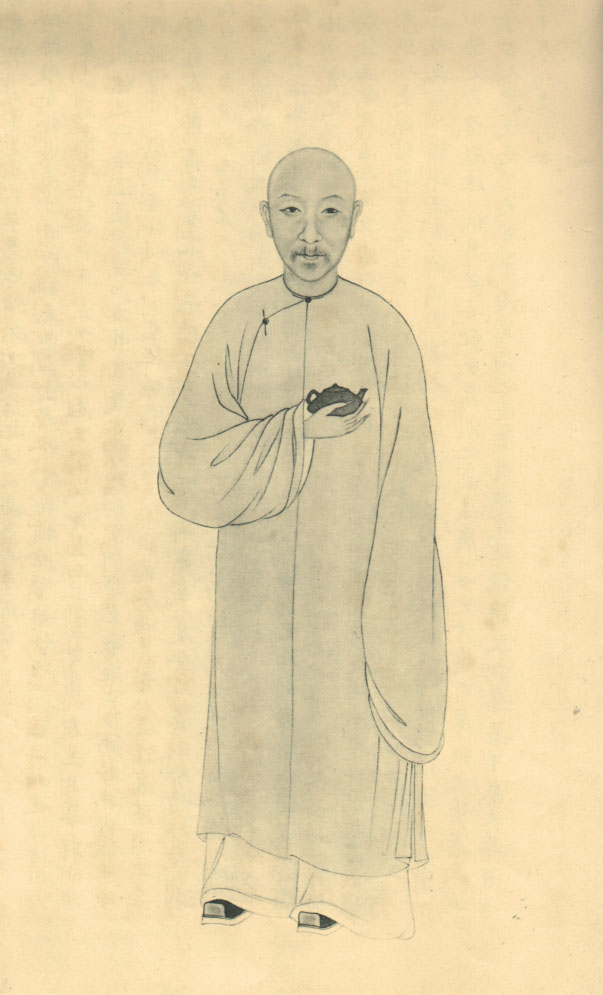
《清代学者像传》陈鸿寿像

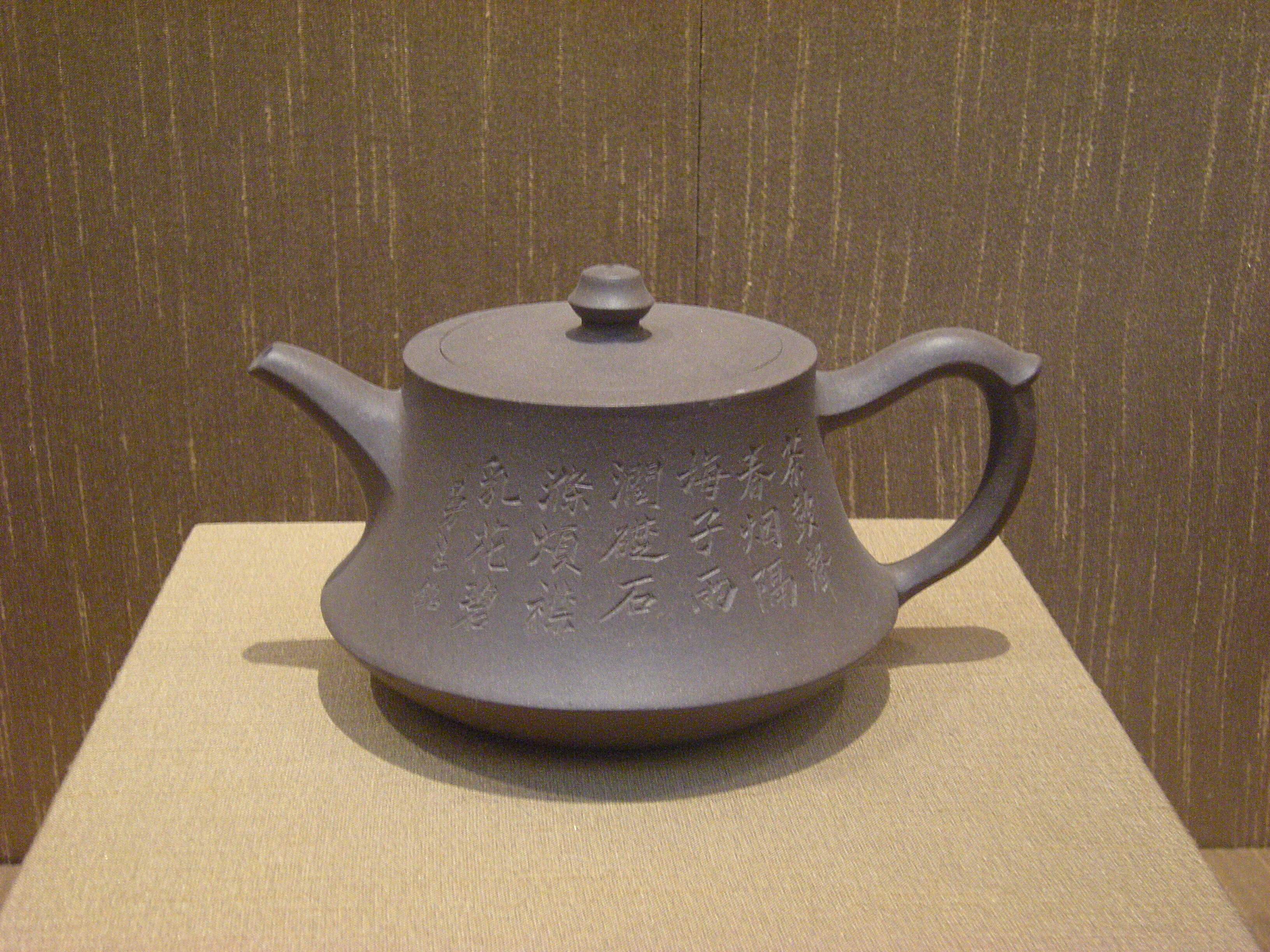
杨彭年制陈曼生题铭款曼生壶（苏州博物馆藏）

陳鴻壽（1768年—1822年），字子恭，号曼生、曼寿、种榆道人，浙江钱塘（今杭州）人，清代篆刻家。

## 生平
生於乾隆三十三年（1768年），参与主编《定香亭笔谈》、《两浙盐法志》、《两浙輶轩录》，嘉庆六年（1801年）拔貢，不久父陈京得病卒，母周氏又卒，嘉庆十年（1804年）六月二十日，受那彦成之邀，偕冯放山、朱紫山前往广东游幕。嘉庆十一年（1805年）春，转投两江总督铁保府中筹办海防。歷官溧阳知县、江南海防同知等职，建育婴院，有政聲；在溧阳時结识制壶艺人杨彭年、杨鳳年兄妹。工於篆刻，和丁敬、陈豫钟、赵之琛、钱松等合稱西泠八家，“身历乾嘉文物鼎盛之时，主持风会数十年，海内学者奉为山斗焉。”，惜传世不多。
道光二年（1822年）三月，积劳成疾，以風疾卒於任上。

## 篆刻作品舉例

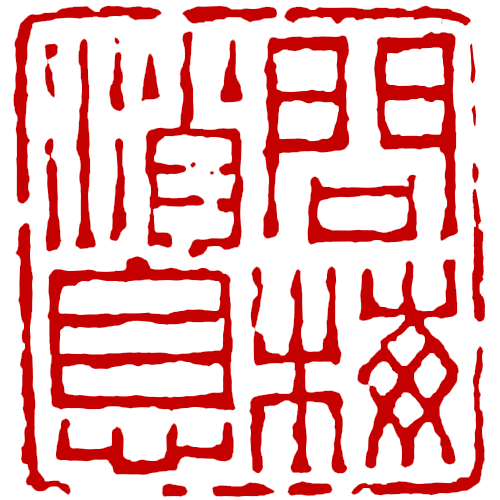
問梅消息
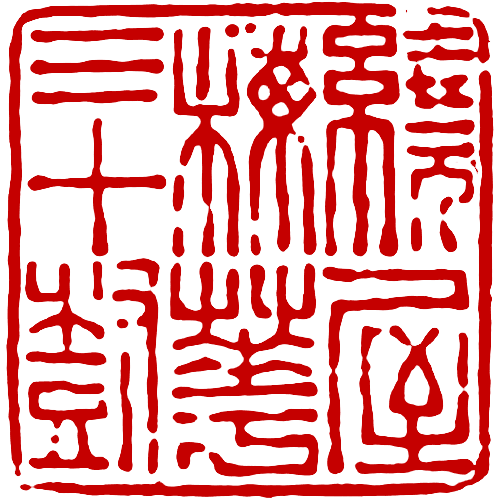
繞屋梅花三十樹